# Terence Blanchard
Terence Oliver Blanchard (Nova Orleães, 13 de Março de 1962) é um trompetista, líder da banda, arranjador e compositor norte-americano.

## Carreira
Nos anos 80, ele substitui Wynton Marsalis como um trompetista que tocava toda a banda de jazz. Ele vendeu milhões de discos para ouvir a música de jazz. Amigo e colaborador de Spike Lee, Blanchard começaram a trabalhar juntos desde 1991, com a esta parceria. O primeiro filme da parceria foi Jungle Fever, com Wesley Snipes e Annabella Sciorra. Juntos trabalharam a parceria Blanchard/Lee: Malcolm X (1992), Crooklyn (1994), Clockers (1995), Get on the Bus (1996), Girl 6 (1996), He Got Game (1998), Summer of Sam (1999), Bamboozled (2000), The Original Kings of Comedy (2000),  25th Hour (2002), She Hate Me (2004), Inside Man (2006), Miracle at St. Anna (2008), Chi-Raq (2015), BlacKkKlansman (2018) e Da 5 Bloods (2020).